# Lykofron
Lykofron, född cirka 320 f.Kr., var en grekisk författare och litteraturforskare från Chalkis på Euboia, som verkade under Ptolemaios Filadelfos (första hälften av 200-talet f.Kr.).
Lykofron var först verksam i Aten, men arbetade sedan vid biblioteket i Alexandria och medverkade till att ordna den grekiska komedilitteratur som fanns samlad där. Han nämns även som författare till ett arbete "om komedin" och till ett stort antal dramer, till större delen tragedier. 
Under Lykofrons namn har bevarats en dikt med titeln Alexandra (eller Kassandra), vilken i 1,474 jambiska verser framställer den trojanska Kassandras spådomar om Trojas öde och följande tiders händelser ända till och med Alexander den store. Dikten innehåller även partier som föruser Roms kommande storhet, vilket tyder på att den i själva verket är författad senare.